# Auchmis inextricata
Auchmis inextricata är en fjärilsart som beskrevs av Moore 1881. Auchmis inextricata ingår i släktet Auchmis och familjen nattflyn. Inga underarter finns listade i Catalogue of Life.

## Bildgalleri

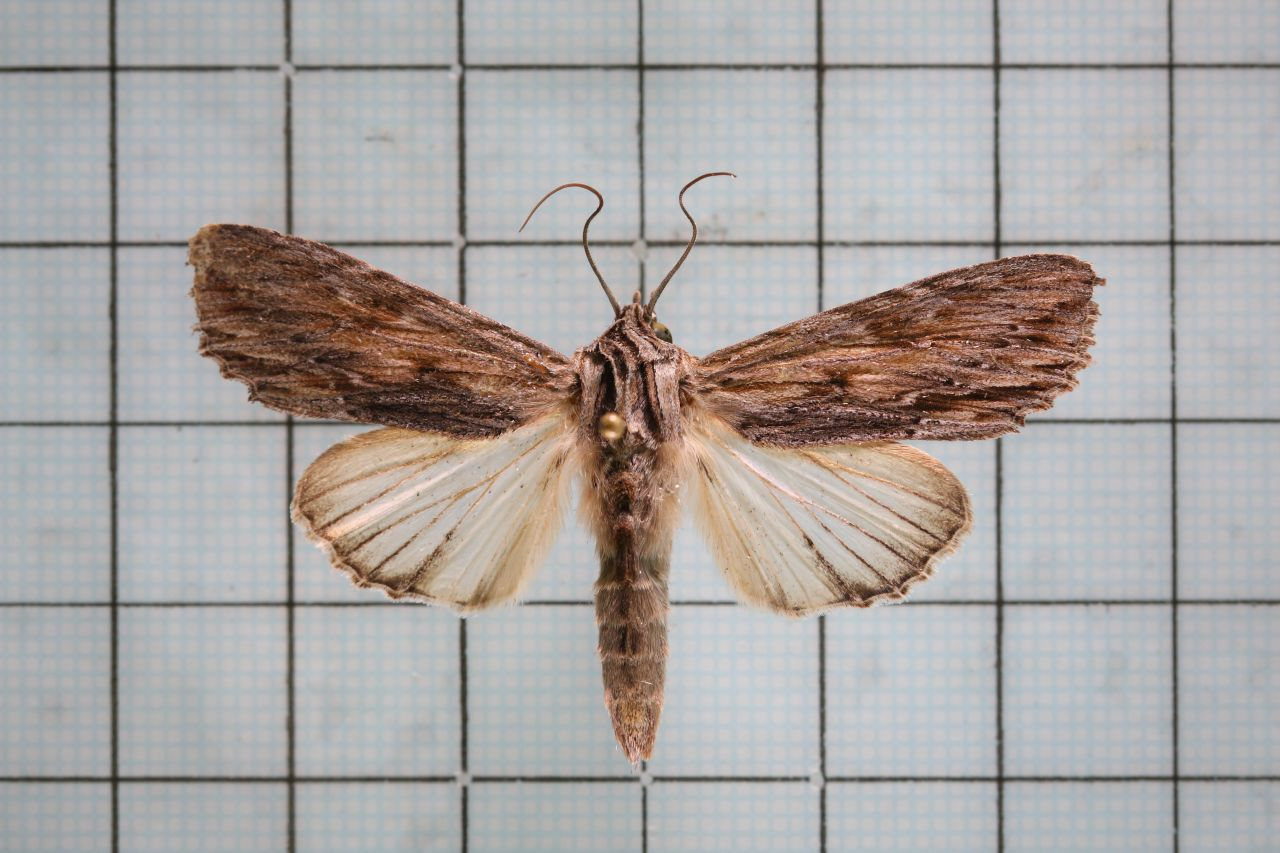